# Süreyya-Opernhaus

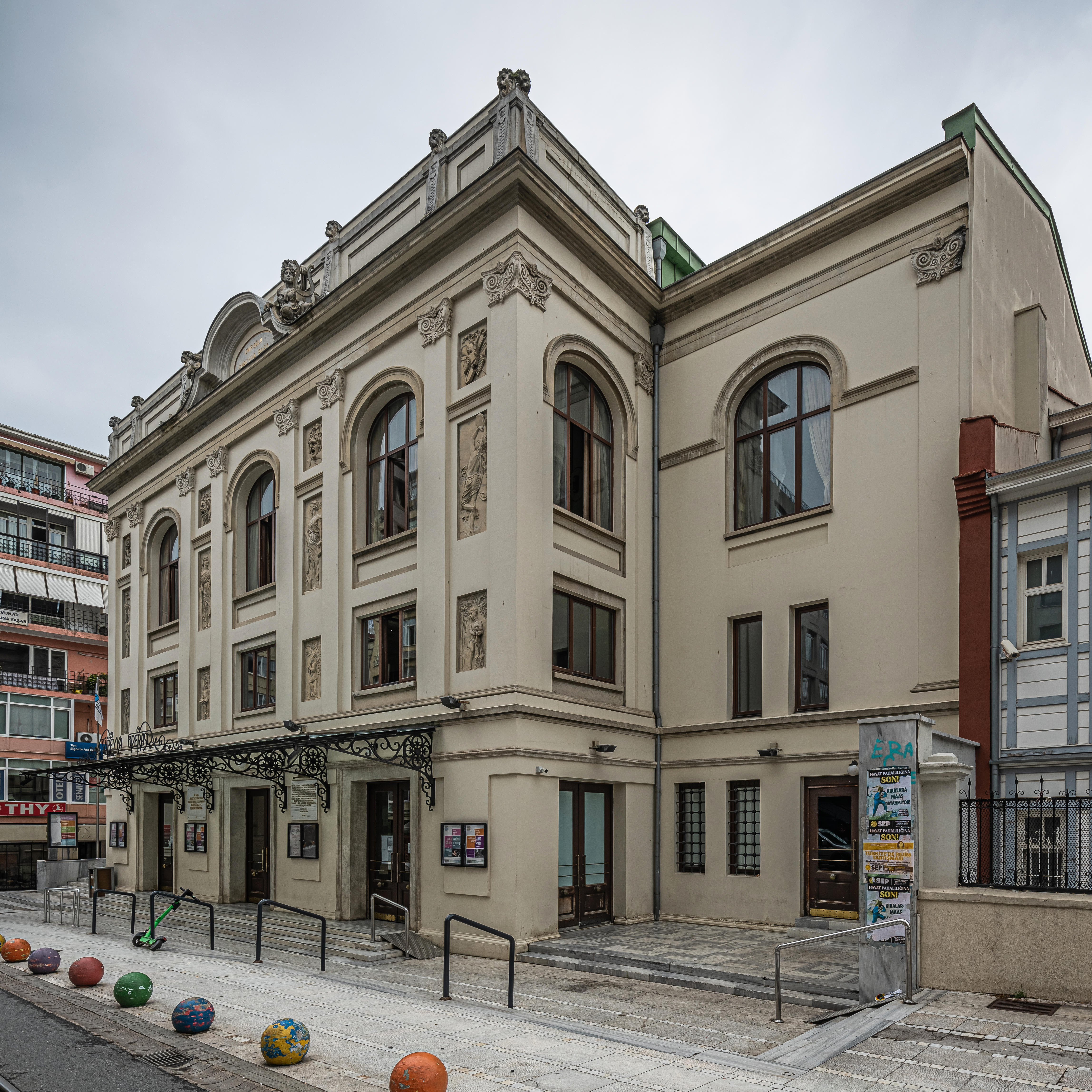
Süreyya Operası in Istanbul

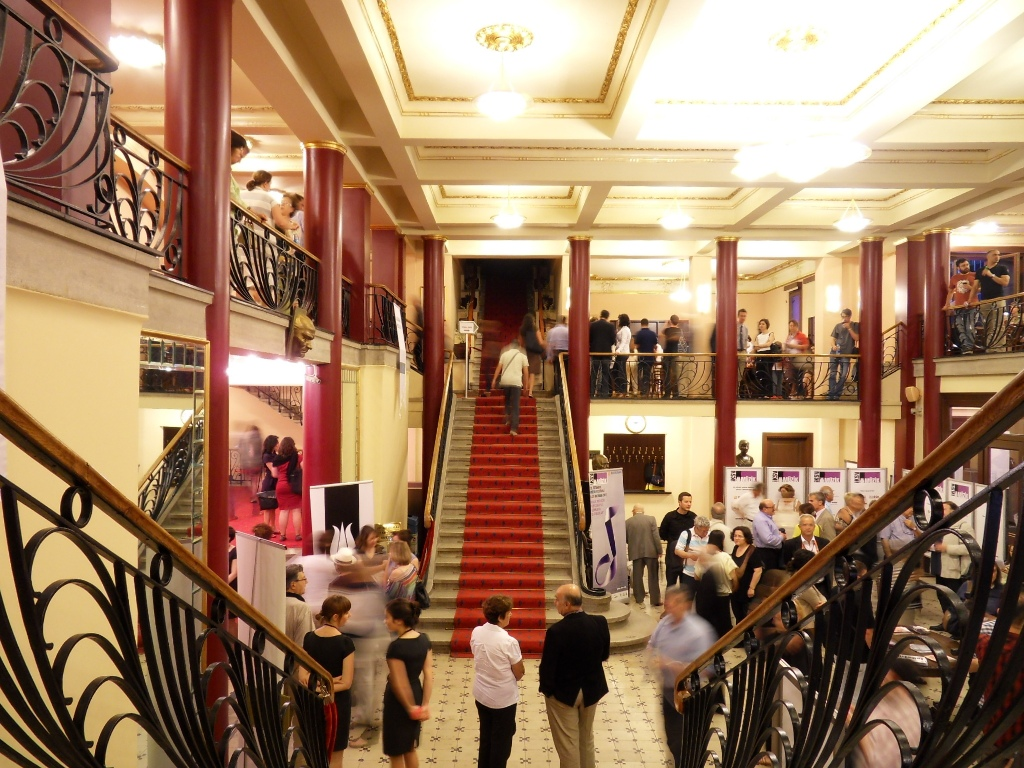
Foyer des Opernhauses

Das Süreyya-Opernhaus (türkisch Süreyya Operası), oder auch Süreyya-Kulturzentrum (türk. Süreyya Kültür Merkezi), ist ein Opernhaus im Kadıköy-Bezirk von Istanbul, Türkei.
Das Gebäude wurde im Auftrag des Konstantinopeler Abgeordneten Süreyya İlmen vom armenisch-türkischen Architekten Kegam Kavafyan bis 1924 entworfen und am 6. März 1927 als das erste Musiktheater auf der anatolischen Seite Konstantinopels eröffnet. Allerdings wurden dort aufgrund unpassender und mangelnder Bühnentechnik bis in die jüngste Vergangenheit keine Werke des Musiktheaters aufgeführt. Das Gebäude wurde stattdessen zunächst als Schauspielhaus und ab 1930 bis 2005 unter dem Namen Süreyya Sineması als Kino genutzt. 2006–2007 wurde das Gebäude einer Renovierung unterzogen und am 14. Dezember 2007 als Opernhaus (Süreyya Opereti) und Konzerthalle wiedereröffnet.
Die Bühne hat eine Größe von 14 m Breite, 10 m Tiefe und 4,9 m Höhe. Ohne eine Veränderung der Architektur des Gebäudes wurden 14 Umkleideräume eingefügt. Der Tanzsaal in der zweiten Etage hat eine Kapazität von 500 Gästen, während der Hauptsaal eine Kapazität von 570 Plätzen hat.
Eigentümer des Süreyya-Opernhauses ist die Darüşşafaka-Vereinigung, die das Gebäude an den Stadtbezirk Kadıköy vermietet. Betreiber ist die Istanbuler Staatsoper mit Staatsballett. Das Haus hat eine Kapazität von 570 Plätzen.